# 薩摩川尻車站
薩摩川尻車站（日语：／ Satsuma-kawashiri eki */?）是屬於九州旅客鐵道指宿枕崎線的無人車站，位於日本鹿兒島縣指宿市開聞仙田。

## 車站構造
本站為側式月台一面一線的無人站。

## 車站周邊
- 池田湖

## 歷史
- 1960年3月22日：設站。
- 1987年4月1日：國鐵分割民營化，車站經營由JR九州繼承。

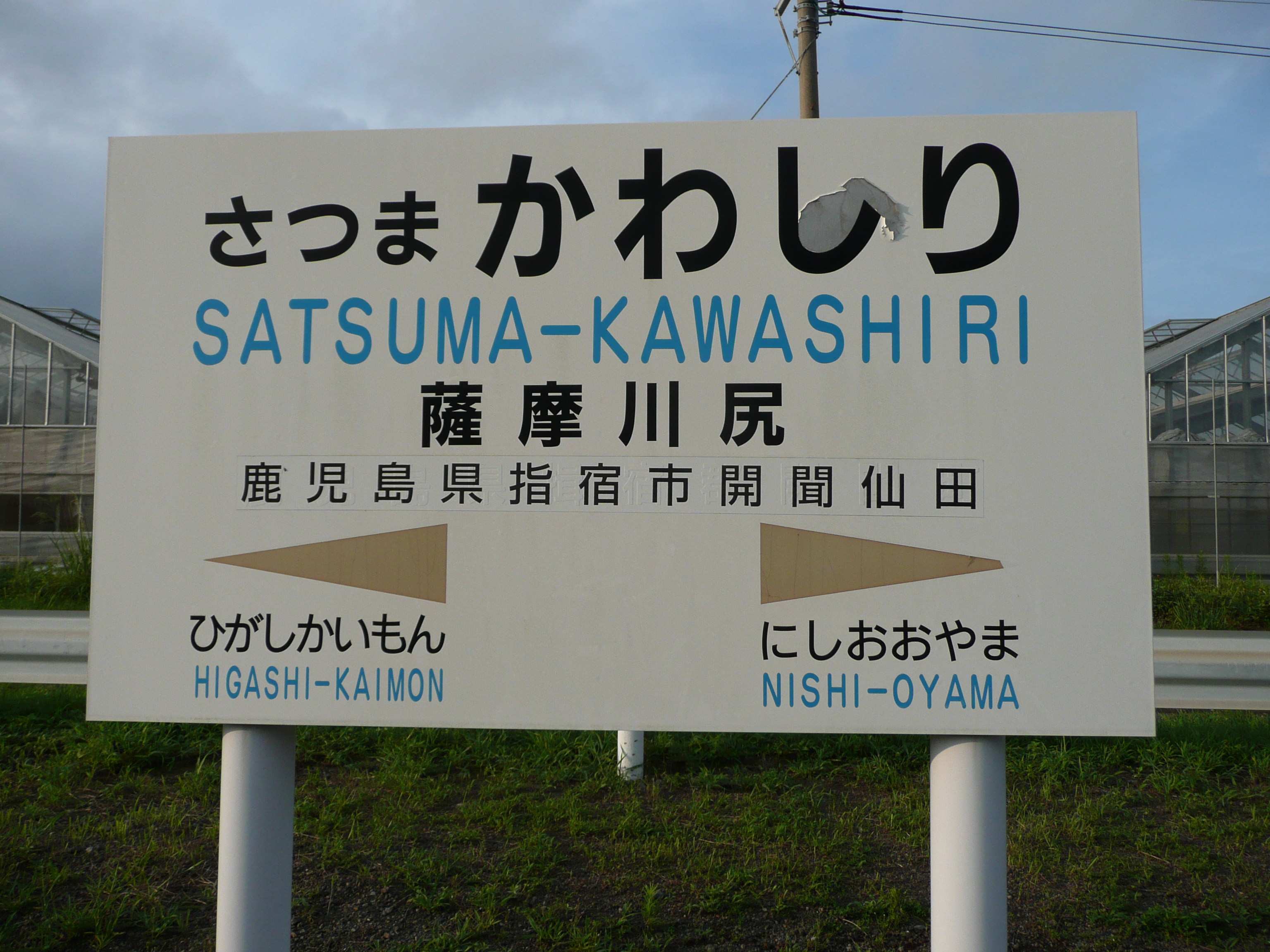
车站的招牌

## 相鄰車站
九州旅客鐵道
指宿枕崎線
西大山－薩摩川尻－東開聞

## 外部連結
- 薩摩川尻車站  （页面存档备份，存于）（日語）